# Gymnochthebius curvus
Gymnochthebius curvus är en skalbaggsart som beskrevs av Perkins 1980. Gymnochthebius curvus ingår i släktet Gymnochthebius och familjen vattenbrynsbaggar. Inga underarter finns listade i Catalogue of Life.